# Berehowe (rejon bakczysarajski)
Berehowe (ukr. Берегове, ros. Береговое, Bieriegowoje) – wieś na Ukrainie, w Autonomicznej Republice Krymu (de iure stanowiącej integralną część państwa ukraińskiego, w 2014 anektowanej przez Rosję i odtąd funkcjonującej jako Republika Krymu), w rejonie bakczysarajskim. W 2001 liczyła 870 mieszkańców, wśród których 121 wskazało jako ojczysty język ukraiński, 646 rosyjski, 85 krymskotatarski, 6 białoruski, 1 ormiański, 1 niemiecki, a 10 inny. Według spisu ludności przeprowadzonego przez okupacyjne władze rosyjskie populacja wsi w 2014 wynosiła 787 osób.